# Zhang Fei
Dans ce nom chinois, le nom de famille, Zhang, précède le nom personnel.
Pour les articles homonymes, voir Zhang.

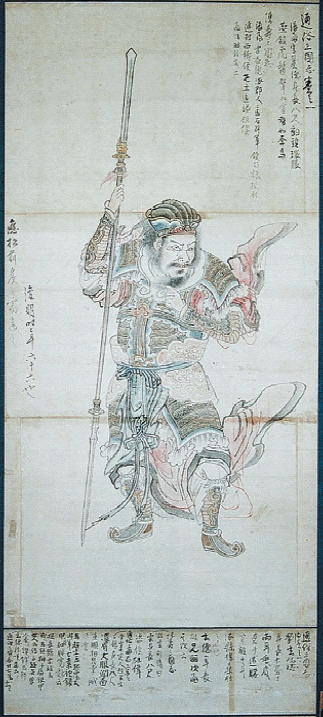
Représentation de Zhang Fei par Ikarashi Shunmei

Zhang Fei (167/168 - Juillet 221) (traditionnel : 張飛 ; simplifié : 张飞, pinyin : Zhāng Fēi), ou Tchang Fei (EFEO), avait pour surnom social Yide (益德, Yìdé) est un puissant général chinois de la fin de la dynastie Han et du début de la période des Trois Royaumes.
Il servit sous les ordres de Liu Bei, le fondateur de la dynastie Shu, dont il est le frère d'armes avec Guan Yu. Selon la légende, il faisait partie des « Cinq généraux tigres » de l’armée du Shu, avec Guan Yu, Huang Zhong, Ma Chao et Zhao Yun, bien qu'on ne soit pas sûr qu'il ait effectivement porté ce titre. Il était réputé par ses adversaires pour avoir au combat la force de dix mille hommes. Son personnage fut immortalisé dans le roman Histoire des Trois Royaumes où il est dépeint comme un guerrier presque invincible, mais trop porté sur l’alcool et tête brûlée. Il fut tué, trahi par ses propres subordonnés qui livrèrent sa tête à Sun Quan en 221.
Il est également l'époux de Xiahouji et le père de Zhang Bao, Zhang Shao, Zhangshi et Xingcai.
Il est connu au Japon sous le nom de Chōhi Ekitoku et en Corée sous celui de Jangbi Igdeog.

## Biographie

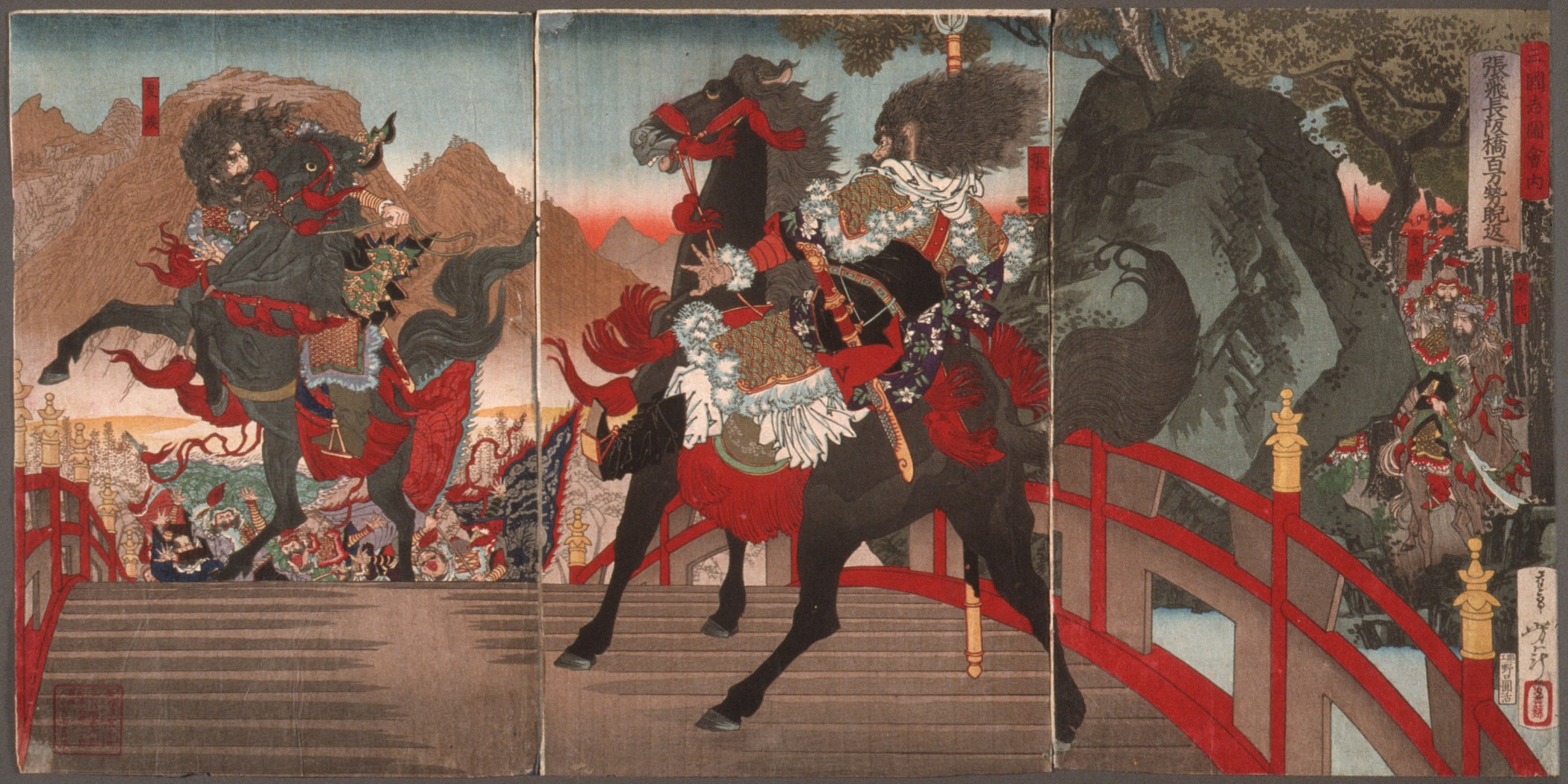
Zhang Fei se tenant seul sur le pont, insultant et provoquant Cao Cao et son armée

La biographie officielle de Zhang Fei est dans le Sanguo Zhi, chapitre 36 (livre des Shu, volume 6).

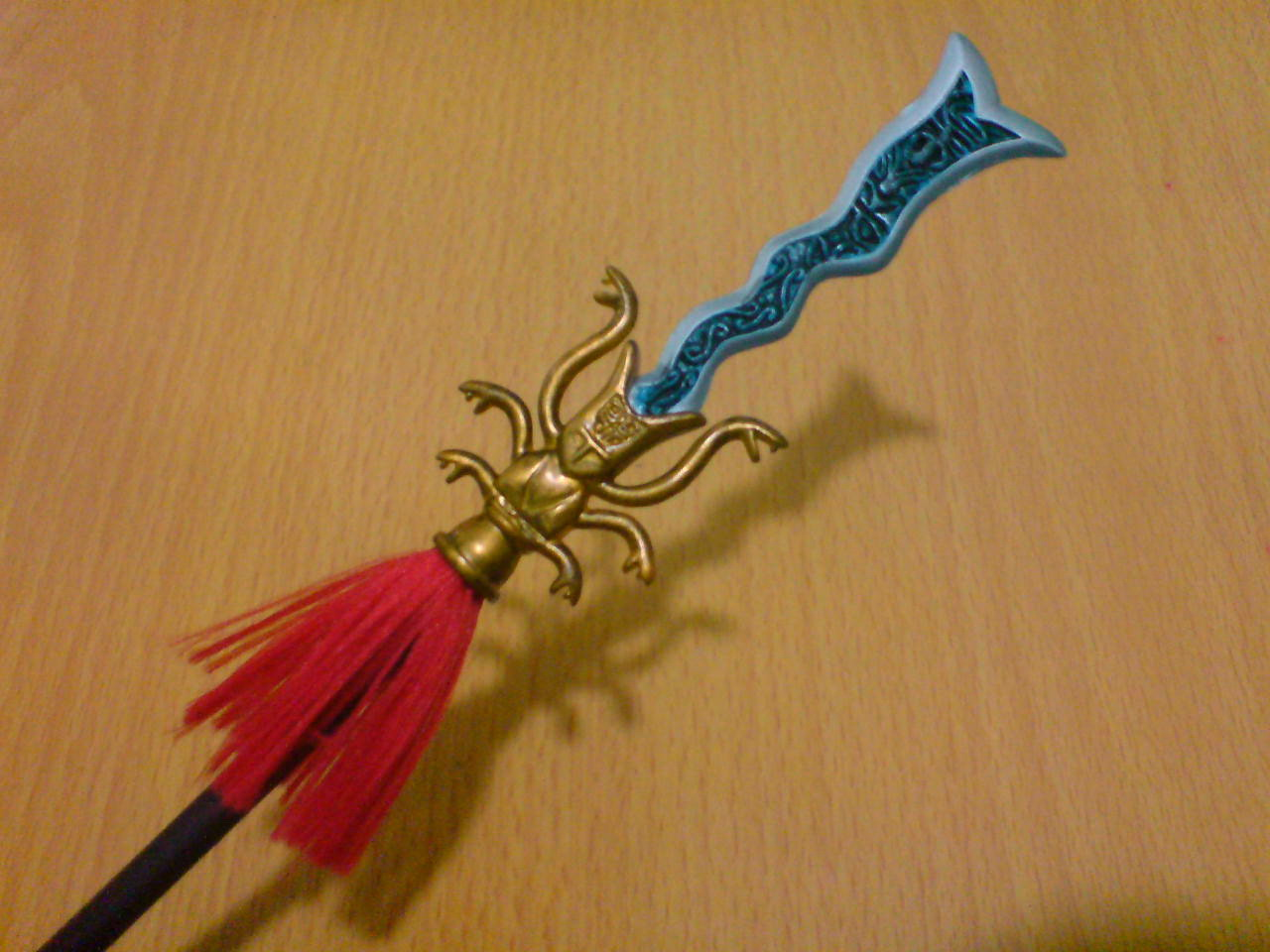
L'arme symbolique de Zhang Fei: la Lance Du Serpent

Zhang Fei naît probablement en 167, aux alentours de Zhoujun. Il sert dans sa jeunesse Liu Bei en compagnie de Guan Yu, ses deux frères d'armes à qui il a juré fidélité lors du Triple Serment du Jardin des Pêchers (桃园三结义 ). Comme ce dernier a quelques années de plus que lui, Zhang Fei le traite avec le respect dû à un frère aîné, 
Liu Bei suit Cao Cao dans sa lutte contre Lü Bu (198), et Cao Cao offre à Zhang Fei le poste de zhong lang jian (中郎将) « général des nobles ». En 199, Liu Bei se retourne contre Cao Cao et va rejoindre Yuan Shao, puis Liu Biao jusqu’à la mort de ce dernier en 208. Cao Cao en profite pour prendre Jingzhou, obligeant Liu Bei à s’enfuir à Jiangnan. Les troupes de Cao Cao le poursuivent durant un jour et une nuit et manquent de le rattraper à Changban. En entendant les troupes de Cao Cao arriver, Liu Bei abandonne sa femme et ses enfants et ordonne à Zhang Fei de garder les arrières avec vingt cavaliers. Zhang Fei détruit le pont et pointe sa lance sur les poursuivants en hurlant : « Je suis Zhang Yide ! Que celui qui veut m’affronter dans un duel à mort s’avance ! ». Personne n’osa relever le défi et Liu Bei put s'enfuir. Il attaque ensuite Jiangnan et nomme Zhang Fei gouverneur de Yidu et lui offre la charge de zhanglu jiangju (征虏将军) « général qui soumet les captifs ». Il reçoit en outre le sceau de marquis de Xinting et fut envoyé à Nanjun.
Liu Bei marche sur Yizhou et assiège Liu Zhang. Zhang Fei, accompagné de Zhuge Liang pacifie diverses préfectures de la région. Ils conquièrent Jiangzhou et capturent Yan Yan, un général qui dirigeait Bajun, sous les ordres de Liu Zhang. Zhang Fei, furieux de la résistance que ce dernier lui avait opposé, lui aurait hurlé : « Tu as vu notre grande armée, et tu as quand même préféré te battre au lieu de te rendre ? ». Yan Yan lui répond : « Vous n’aviez rien à faire sur ma province! Je préfère que celle-ci contienne des généraux décapités que des généraux qui se soient rendus ! ». Zhang Fei ordonne à ses soldats de décapiter Yan Yan, mais ce dernier, sans tressaillir, lui fait la remarque suivante : « Décapite-moi si ça te chante ! Pourquoi t’énerver comme ça ? ». Ému par la démonstration de courage de Yan Yan, Zhang Fei lui défait ses liens et le traite en invité d’honneur. Lorsque Liu Bei arrive à Bajun, Yan Yan se tient le cœur en soupirant : « Voilà exactement ce que l’on appelle : s’asseoir seul sur la colline et relâcher un tigre pour se protéger ! ».
Zhang Fei est victorieux dans toutes les batailles qui suivent et il retrouve Liu Bei à Changdu. Yizhou est bientôt pacifiée et Zhuge Liang, Fa Zheng, Zhang Fei et Guan Yu reçoivent chacun une récompense de 500 jin (livres) d’or, 1 000 d’argent, 5 000 pièces de monnaie et 1 000 rouleaux de soie. Le reste des richesses pillées est distribué aux troupes et Zhang Fei reçoit le titre de gouverneur de Baxi.
Après que Cao Cao eut défait Zhang Lu, il laisse Xiahou Yuan et Zhang He en arrière pour défendre la vallée de Han. Zhang He dirige plusieurs armées contre Baxi et marche sur Dangqu, Mengtou, Dangshi et combat Zhang Fei pendant cinquante jours. Ce dernier mène 10 000 soldats d’élite par une route non habituelle pour préparer une embuscade sur les routes sinueuses de montagne, embuscade qui inflige une défaite sévère à Zhang He, le forçant à battre en retraite.

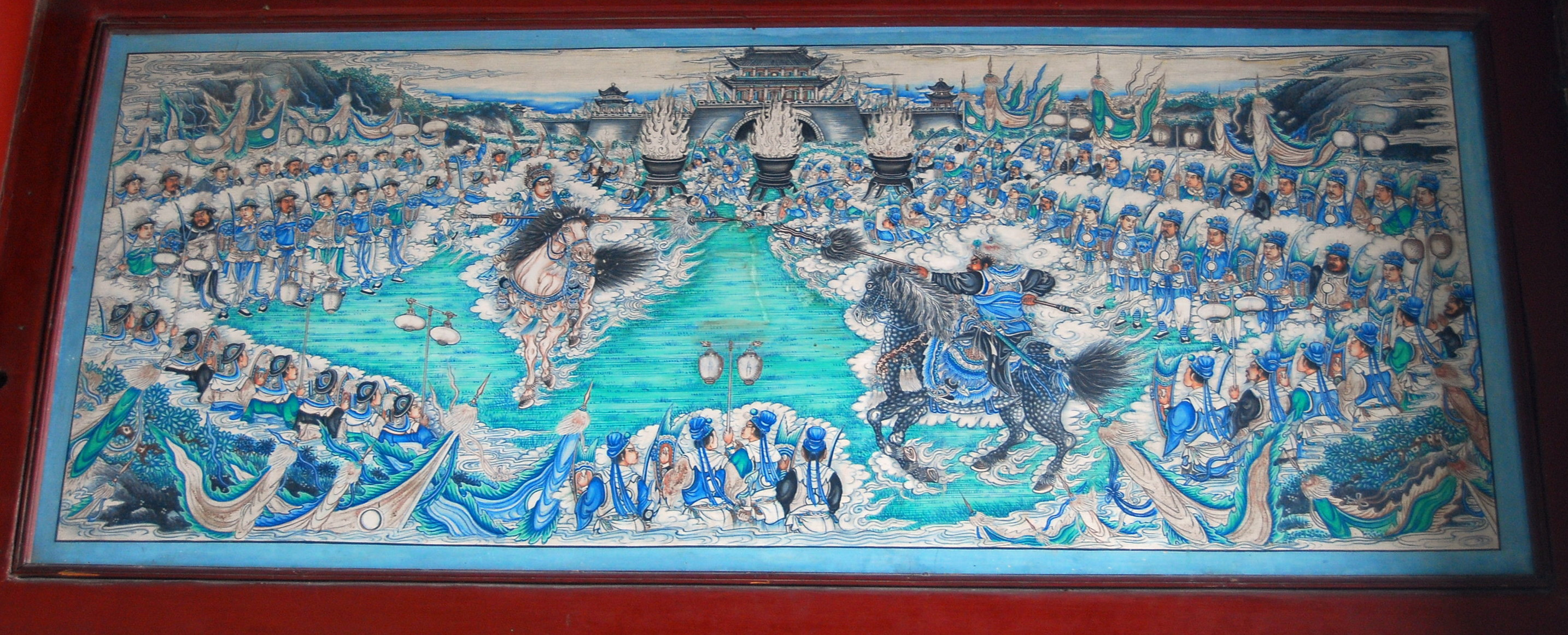
Zhang Fei affrontant Ma Chao

Liu Bei se proclame ensuite roi de Hanzhong et promeut Zhang Fei au rang de you jiangjun (右将军) « général de la droite ». En 221 (1re année de Zhangwu), il reçoit la charge de che qi jianjun (车骑将军) « Général de la cavalerie et des chariots », ainsi que la charge de marquis de Xixiang.
Le sacre prononcé par Liu Bei était le suivant :
« Nous (Liu Bei), héritier du Fils du Ciel (Liu Bei appartenait à la famille impériale) et détenteur de la charge d’éliminer les troubles et de ramener la paix, n’avons pu encore mener à bien cet idéal. Encore maintenant des rebelles amènent le chaos et le peuple doit traverser de rudes épreuves. Je pense que les Hans (les Chinois) Nous regardent tel le héron qui étend son cou (attendent que Nous agissions). Nous sommes inquiets et ne pouvons plus trouver tranquillité, ni assis, ni couché, et la nourriture a perdu pour Nous tout goût. Nous allons mettre en branle Notre armée et déclencher le châtiment céleste ! Comme Nous vous (Zhang Fei) savons loyal et résolu, comparable à Zhao, brave, et que votre nom est célébré de près comme de loin, Nous vous autorisons à accéder au statut de noble et à diriger la capitale. Puissiez vous faire respecter la gloire des Cieux, promouvoir la Vertu, et châtier les rebelles. Tel est Notre vœu. »
À ses débuts, Zhang Fei était considéré comme inférieur à Guan Yu, mais des conseillers du Wei comme Cheng Yu allèrent pourtant jusqu’à affirmer que Zhang Fei et Guan Yu étaient « capables de lutter contre dix-mille hommes ». Guan Yu était généreux envers ses subordonnés, mais arrogant envers ses égaux. À l’inverse, Zhang Fei était respectueux de ses collègues, mais particulièrement tyrannique envers ses subordonnés.
Liu Bei lui aurait souvent reproché : « Tu tues et fouettes bien trop tes propres soldats. Ce sont pourtant eux qui seront à tes côtés. Prends garde à ce qu’un jour tu ne te fasses pas trahir par eux ! ». Malheureusement Zhang Fei ne tenta jamais de se corriger de ce défaut.
Lorsqu’en 219, Guan Yu est capturé et exécuté par Sun Quan, Liu Bei veut mener une expédition punitive à son encontre. En 221, il confie à Zhang Fei quelques dizaines de milliers d’hommes et devait le rejoindre à Jiangzhou. Malheureusement, Zhang Da et Fan Qiang, deux des subordonnés de Zhang Fei, trahissent ce dernier en l’assassinant et ramènent sa tête à Sun Quan en guise de soumission. Zhang Fei est nommé marquis de Yueheng à titre posthume. Son fils aîné, Zhang Bao, mourut jeune et son fils cadet, Zhang Shao, prit la relève de son père et fut nommé intendant au palais où il reçut la charge de maître des écrits. Le fils de Zhang Bao, Zhang Zun, devint également maître des écrits et suivit Zhuge Zhan à Mianzhu où il fut tué dans une bataille contre Deng Ai.

## Zhang Fei dans la tradition populaire

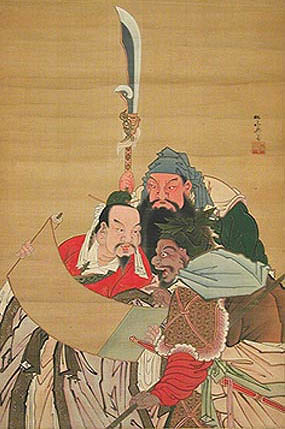
Les trois frêres

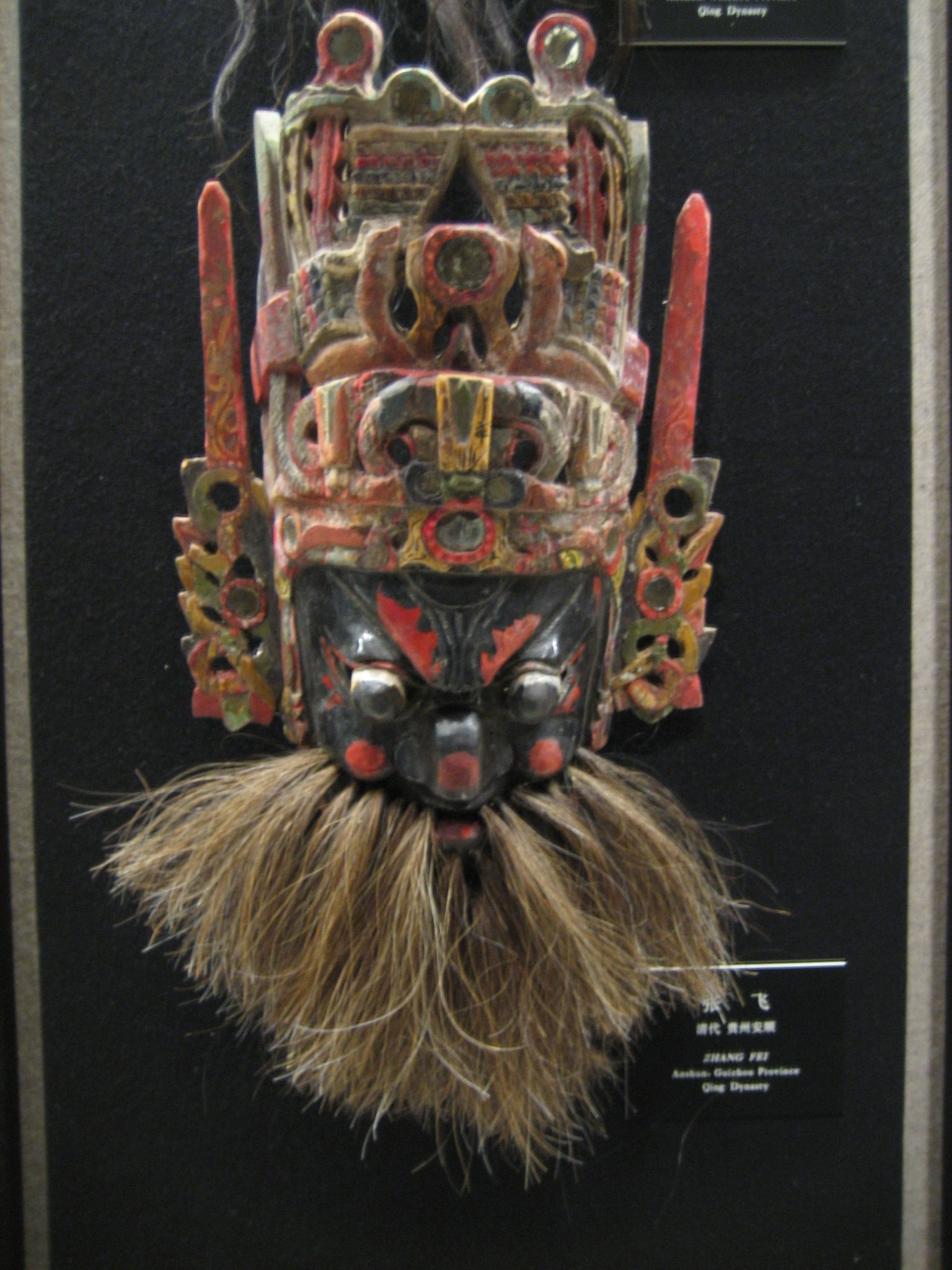
Masque de Zhang Fei

Bien qu'historiquement on ne sache rien de ses origines, dans la légende, Zhang Fei, avant de rencontrer Liu Bei aurait été un boucher. De son côté, Liu Bei aurait été un vendeur de sandales de paille et Guan Yu un criminel fuyard. C’est la rencontre de ces trois personnages qui constitue l’introduction du roman des Trois Royaumes.
Selon la version traditionnelle, Zhang Fei aurait rencontré Liu Bei tandis que celui-ci lisait un appel aux armes pour se défendre de la révolte des Turbans Jaunes. Liu Bei poussa un soupir et Zhang Fei l'interpella : « Pourquoi pousser de si longs soupirs si tu n'aides pas ton pays ! ». Voyant l’allure peu ordinaire de Zhang Fei (il est représenté traditionnellement comme un géant à face noire, les moustaches comme celles d’un tigre), Liu Bei lui révéla qu’il était membre de la famille impériale désireux d'aider son pays, et que s'il soupirait c'était parce qu'il était trop pauvre pour apporter une aide efficace. Zhang Fei lui proposa alors de mettre sa fortune à son service pour engager des hommes et faire forger des armes. Peu après, ils rencontrèrent Guan Yu et tous trois firent un serment de fraternité. Zhang Fei devient alors le petit frère de la bande, Guan Yu le puîné et Liu Bei l’aîné.
Dans le roman, Zhang Fei représente la sincérité et les loyautés poussées à ses extrêmes, mais également l’impétuosité et la fougue. Son mauvais caractère se retournera plus d'une fois contre lui, ne sachant pas se montrer diplomate quand c’est nécessaire. Ses problèmes d'alcoolisme mèneront Liu Bei plus d’une fois au désastre : il fera un jour fouetter un beau-fils de Lü Bu, pourtant un allié, juste parce qu’il éprouve de la haine envers ce dernier. Lü Bu se vengera en attaquant la ville au moment où Zhang Fei est ivre mort, capturant toute la famille de Liu Bei du même coup.

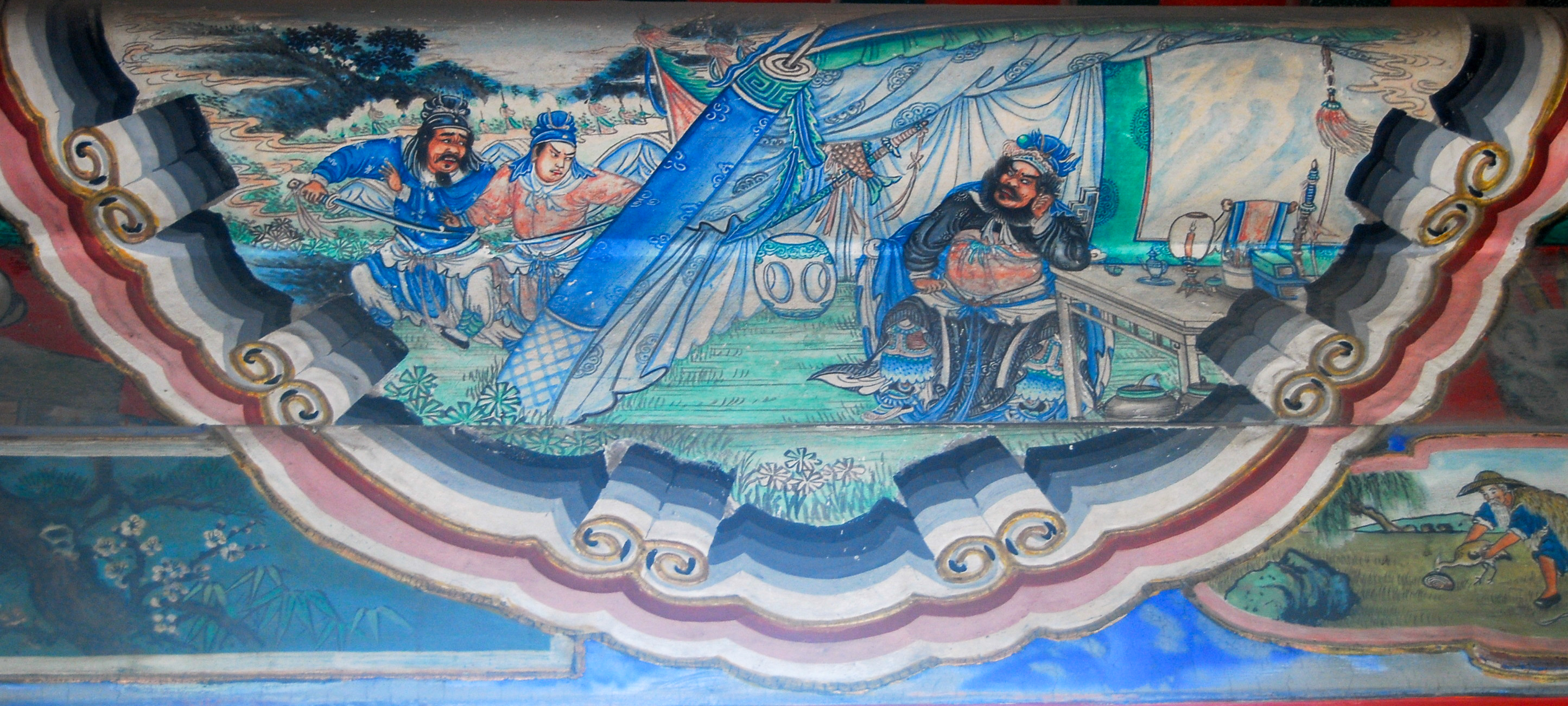
Assassinat de Zhang Fei pendant son sommeil, trahit par deux de ses propres soldats, Palais d'été, Pékin

Pourtant Zhang Fei se montrera toujours loyal à l'extrême envers Liu Bei, parfois jusqu’à l'absurde, allant jusqu’à attaquer Guan Yu lorsqu’il se convainc que celui-ci a rejoint Cao Cao. Il vouera une haine impitoyable envers Lü Bu quand celui-ci manquera de respect envers Liu Bei en l’appelant familièrement « petit-frère ». De même Zhang Zhao s’attirera ses foudres lorsqu’il appellera Liu Bei par son prénom social (Xuande) au lieu de s'adresser à lui par ses titres. Il sera sur le point d’assassiner Dong Zhuo lorsque celui-ci critiquera Liu Bei pour ses modestes origines. Il ira même jusqu'à faire fouetter un inspecteur impérial corrompu qui exigeait de Liu Bei un pot-de-vin. Même Zhuge Liang au début de son service causa à Zhang Fei de grandes colères, ne pouvant supporter que Liu Bei choisisse une personne aussi jeune comme maître et stratège. Or toutes ces personnes étaient alors des alliés.
Pourtant malgré ses défauts, Zhang Fei eut plusieurs actions d'éclats à son actif, la plus impressionnante étant la suivante : tout seul face à l'armée de Cao Cao qui comptait 10 000 hommes, il poussera en chargeant un hurlement qui renversera une partie de ses adversaires de leur monture et fit s'enfuir l'autre.
Pourtant ce sont ses défauts qui le mènent à sa perte : attristé par la mort de son frère juré Guan Yu, il sombre dans une dépression alcoolique et fouette tous les soldats qui avaient le malheur de lui déplaire ou de ne pas montrer assez de zèle à la tâche. Deux d'entre eux, furieux de ce traitement, le décapitent dans son sommeil d’ivrogne.